# Frankfurter Stiftung für Blinde und Sehbehinderte
Die 1837 gegründete Frankfurter Stiftung für Blinde und Sehbehinderte hat das Ziel, blinde und sehbehinderte Menschen aktiv am gesellschaftlichen Leben zu beteiligen. Sie entwickelt Konzepte zur beruflichen Integration und Ermöglichung eines selbstbestimmten Lebens Betroffener. Bis zu ihrer Umbenennung 2007 führte sie den Namen „Stiftung Blindenanstalt“.

## Ausbildung
Im jährlichen Turnus werden folgende Aus-, Fort- und Weiterbildungskurse angeboten:
- zum Fachangestellten für Medien- und Informationsdienste
- zum wissenschaftlichen Dokumentar
- zum PR-Berater oder PR-Assistent
- sowie seit 2007 zum Onlineredakteur.

## Geschichte
Gegründet als Schule und Erziehungsinstitut für Blinde entwickelte sich die gemeinnützige Stiftung zu einer Lern-, Wohn und Arbeitsstätte, in der blinde und sehbehinderte Menschen unter anderem als Flechter, Bürsten- und Korbmacher tätig waren. Heute präsentiert sich die Stiftung als modernes Zentrum mit deutschlandweit einmaligen Ausbildungsangeboten.
1837 wurde die Blindenanstalt als Schule und Erziehungsinstitut für Blinde durch die Polytechnische Gesellschaft Frankfurt am Main gegründet. Um sie vor dem Zugriff des NS-Regimes zu bewahren, wurde sie 1940 in eine Stiftung mit eigener Rechtspersönlichkeit umgewandelt. Im Zweiten Weltkrieg wurden sämtliche Gebäude bei den Luftangriffen auf Frankfurt am Main zerstört und die Blindenanstalt nach Schloss Dehrn an der Lahn evakuiert. Erst 1957 waren alle Anlagen in Frankfurt wieder aufgebaut.
1979 schloss die letzte Werkstatt für arbeitstherapeutische Beschäftigung. Ab 1988 begann man, neue Berufsfelder für Blinde und Sehbehinderte zu entwickeln. Die erste elektronische Tageszeitung für Blinde wurde in Kooperation mit der Frankfurter Rundschau entwickelt. 2007 genehmigte die Stiftungsaufsicht den neuen Namen der Stiftung Blindenanstalt.

## Künstlerische Aktivitäten
Die „Offene Werkstatt“ vermittelt den Umgang mit verschiedenen Materialien, Werkzeugen und Arbeitstechniken. Blinden und sehbehinderten Menschen bietet die Stiftung eigene musikalische Entfaltungsmöglichkeiten an. Dazu zählen elementare Musikförderung, Instrumentalunterricht (Klavier, Keyboard, Bass, Gitarre und Schlagzeug), ein Bandprojekt für blinde und sehbehinderte Jugendliche sowie Musik mit dem PC mit dem Musikprogramm „Sonar“ (Midi). Die Gruppe „Blind Foundation“ tritt professionell bei Galas und sonstigen Veranstaltungen auf. In der Galerie 37 werden bildnerische Aktivitäten (v.A. Skulpturen aus Speckstein) gefördert.